# Hans viert bruiloft
Hans viert bruiloft of De bruiloft van Hans is een sprookje uit Kinder- und Hausmärchen, de verzameling van de gebroeders Grimm, met als nummer KHM84. De oorspronkelijke naam is Hans heiratet.

## Het verhaal

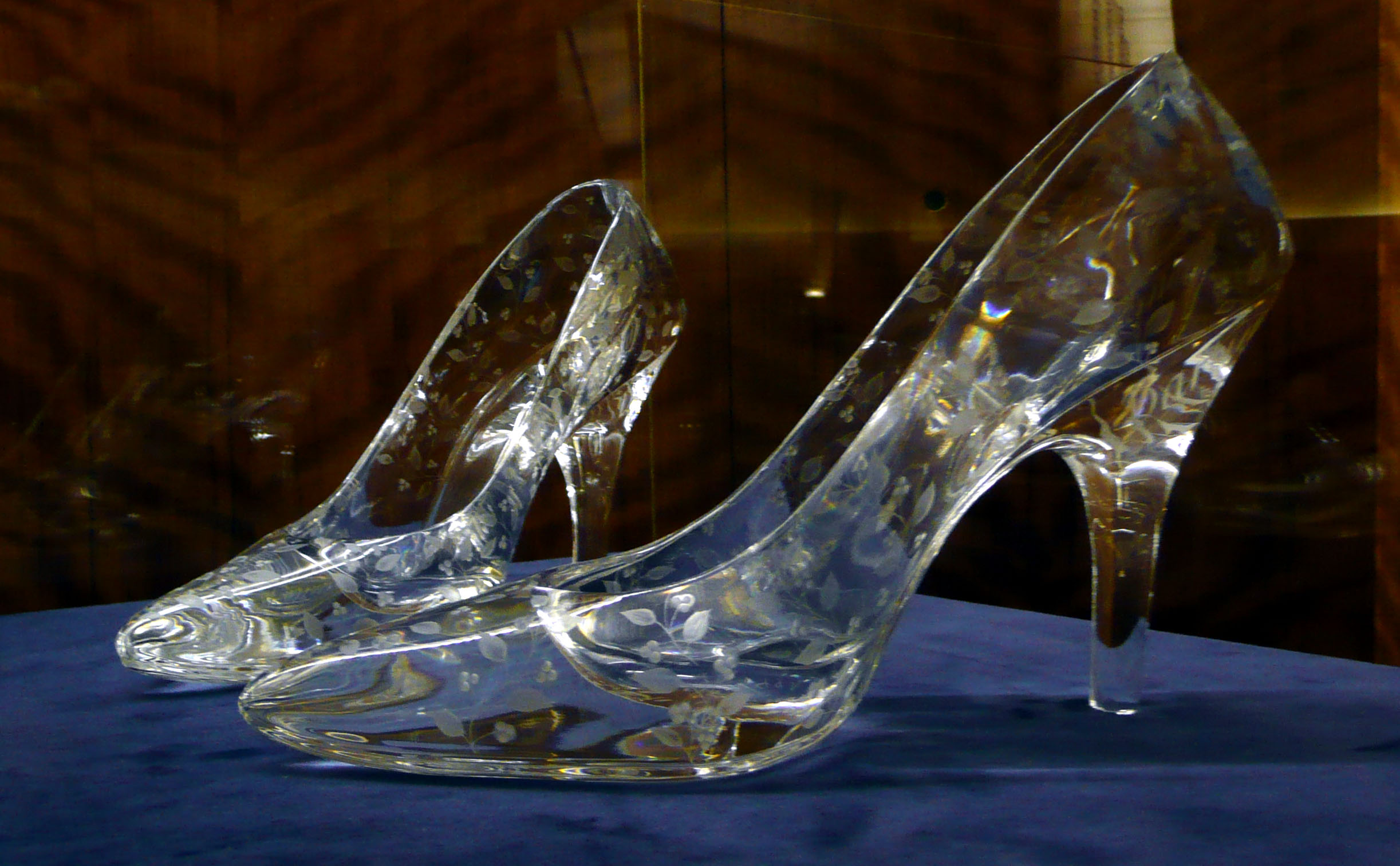
Glazen muiltjes

De neef van Hans wil een rijke vrouw voor hem zoeken en hij geeft Hans een pasgeslagen glimmende duit en stookt de kachel goed op. Hij haalt melk en witbrood en zegt dat hij het brood in de melk moet brokkelen. De koppelaar gaat in een gelapte broek naar een rijke boerendochter en zegt dat Hans een rijke verstandige man is.
De gierige man vraagt hoe het met het vermogen is gesteld en de huwelijksmakelaar zegt dat hij iets in de melk te brokkelen heeft. Hij zit er warmpjes bij en kan ook niet minder lappen dan hijzelf zegt de neef, terwijl hij op zijn broek klopt. De vrek stemt in met het huwelijk.
De jonge vrouw gaat het veld in om de grond van haar bruidegom te bekijken. Hans gaat in zijn zondagse jas en gelapte kiel naar haar toe en hij klopt op zijn lap van zijn kiel als hij zegt dat die lap van hem is. Iemand vertelt nog als bruiloftsgast aanwezig te zijn geweest met een sluier van sneeuw. De sluier smolt toen de zon opkwam en de jurk van spinrag scheurde. De glazen muiltjes stootten tegen en steen en sprongen stuk.

## Achtergronden bij het verhaal
- Het sprookje komt uit Wünschelruthe (1667) van Johannes Praetorius, het slot is van Wilhelm Grimm.
- Met lappen werden ook stukken veld bedoeld.
- Het grappige einde, wat de toehoorder weer terugbrengt in de normale wereld, komt vaak voor in de volkstraditie. Zie ook Het aardmanneke (KHM91), De twee koningskinderen (KHM113), Het snuggere snijdertje (KHM114) en De zes dienaren (KHM134).
- Een glazen muiltje komt ook voor in Assepoester (KHM21).